# Acuérdate de vivir (álbum)
Acuérdate de vivir es el séptimo álbum de Ismael Serrano, disco de oro en Argentina. El nombre se debe a la leyenda que acompañaban a los viejos relojes, «Memento vivere» («Acuérdate de vivir»).
En palabras de Ismael, "pretende mirar al futuro, un futuro que no es mera conjetura, que no se lee en los posos del café, que no es el destino trágico e inalterable que escribieron dioses caprichosos". El primer sencillo del disco es «Podría ser».

## Lista de canciones
Todos los temas escritos y compuestos por Ismael Serrano, excepto donde dice lo contrario.

| N.º | Título                             | Letras                      | Duración |  |
| 1.  | «Podría ser»                       |                             | 4:15     |  |
| 2.  | «Te vas»                           |                             | 5:17     |  |
| 3.  | «El espejismo»                     |                             | 4:02     |  |
| 4.  | «Regalo para un primer cumpleaños» | I. Serrano, Rodolfo Serrano | 3:54     |  |
| 5.  | «Oxímoron»                         |                             | 4:27     |  |
| 6.  | «Vuelvo»                           |                             | 3:24     |  |
| 7.  | «Se ha enredado en tu cabello»     |                             | 3:24     |  |
| 8.  | «Mensaje en el contestador»        |                             | 1:56     |  |
| 9.  | «Tu susurro»                       |                             | 6:14     |  |
| 10. | «El hueco en el que anido»         |                             | 5:07     |  |
| 11. | «Preguntas»                        |                             | 3:17     |  |
| 12. | «No reconozco»                     |                             | 5:51     |  |
| 13. | «Papel encontrado en la cocina»    | I. Serrano, Daniel Serrano  | 4:00     |  |
| 14. | «Volveremos»                       |                             | 4:17     |  |
| 15. | «Balance»                          |                             | 2:57     |  |